# Orientalische Periode
Als orientalische Periode wird die Vorliebe für exotische Zierpflanzen in der mitteleuropäischen Gartenkultur zwischen 1560 und 1620 bezeichnet. In dieser Zeit der Renaissance wurden Gewächse aus dem südlichen und südöstlichen Europa und den angrenzenden Gebieten des Nahen Ostens und Asiens nach Mitteleuropa gebracht, um damit Gärten und Parkanlagen zu gestalten.
Vor 1560 waren die wenigen Pflanzen, die in europäischen Gärten zu finden waren, größtenteils auch in Europa heimisch. Nach dem britischen Botaniker William T. Stearn habe man dann begonnen aus dem „Blumenreichtum des Nahen Ostens zu schöpfen“. Die Zeit von 1560 bis 1620 könne vorrangig als „orientalische Periode“ beschrieben werden. Eine besondere Rolle spielten Blumen wie Tulpen, Hyazinthen und Lilien, die wegen ihrer Farben und ihres Duftes auf europäische Märkte gebracht wurden. Aus der Türkei kamen vor 1600 auch verschiedene Narzissen und Nelken. Die Pflanzen waren in ihren Herkunftsländern Sorten aus kultiviertem Anbau. Die Einführung der Tulpe leitete die sogenannte orientalische Periode ein. Die erste Tulpe gelangte vermutlich im Jahre 1554 im Gepäck eines Habsburger Diplomaten von Konstantinopel nach Wien. Diese Pflanze fand sehr schnell Verbreitung. Bereits 1559 pflegte ein Augsburger Kaufmann in seinem Garten Tulpen. In der Verbreitung der Tulpe kommt jedoch dem Botaniker Carolus Clusius eine besondere Bedeutung zu, der als Direktor der Schlossgärten in Wien und später des Botanischen Gartens im holländischen Leiden Tulpenzwiebeln pflanzte und an seine Briefpartner in ganz Europa sandte. Am Ende der orientalischen Periode habe nicht mehr Italien als Zentrum der Botanik gegolten, sondern Holland, Österreich und Deutschland.
Herzog Hans-Ullrich von Braunschweig-Wolfenbüttel versetzte mit orientalischen Gewächsen, die er in der Orangerie seines Schlosses Salzdahlum ziehen ließ, laut Hubertus Fischer das „gelobte Land“ in sein Herzogtum. Er habe seine Pflanzensammlung so geliebt, „dass er zum Andenken an zwei seltene, besonders schön blühende Aloen eine Münze schlagen ließ“.

Zierpflanzen der „orientalischen Periode“
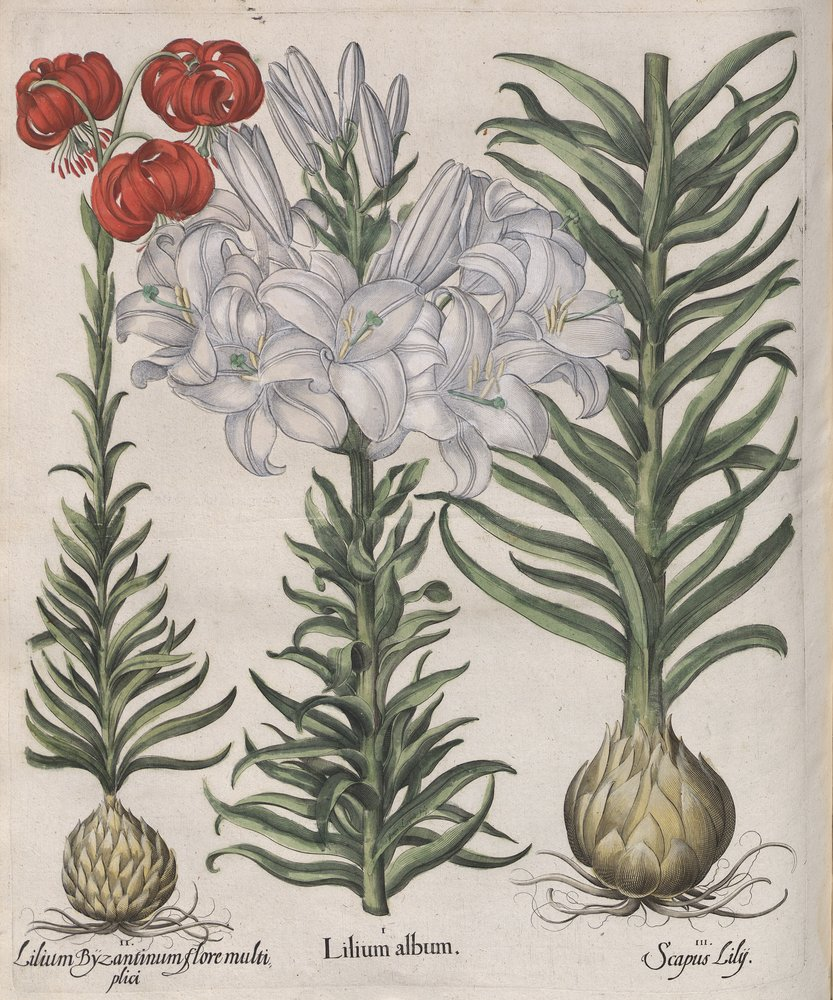
Lilium album (Hortus Eystettensis, 1613)
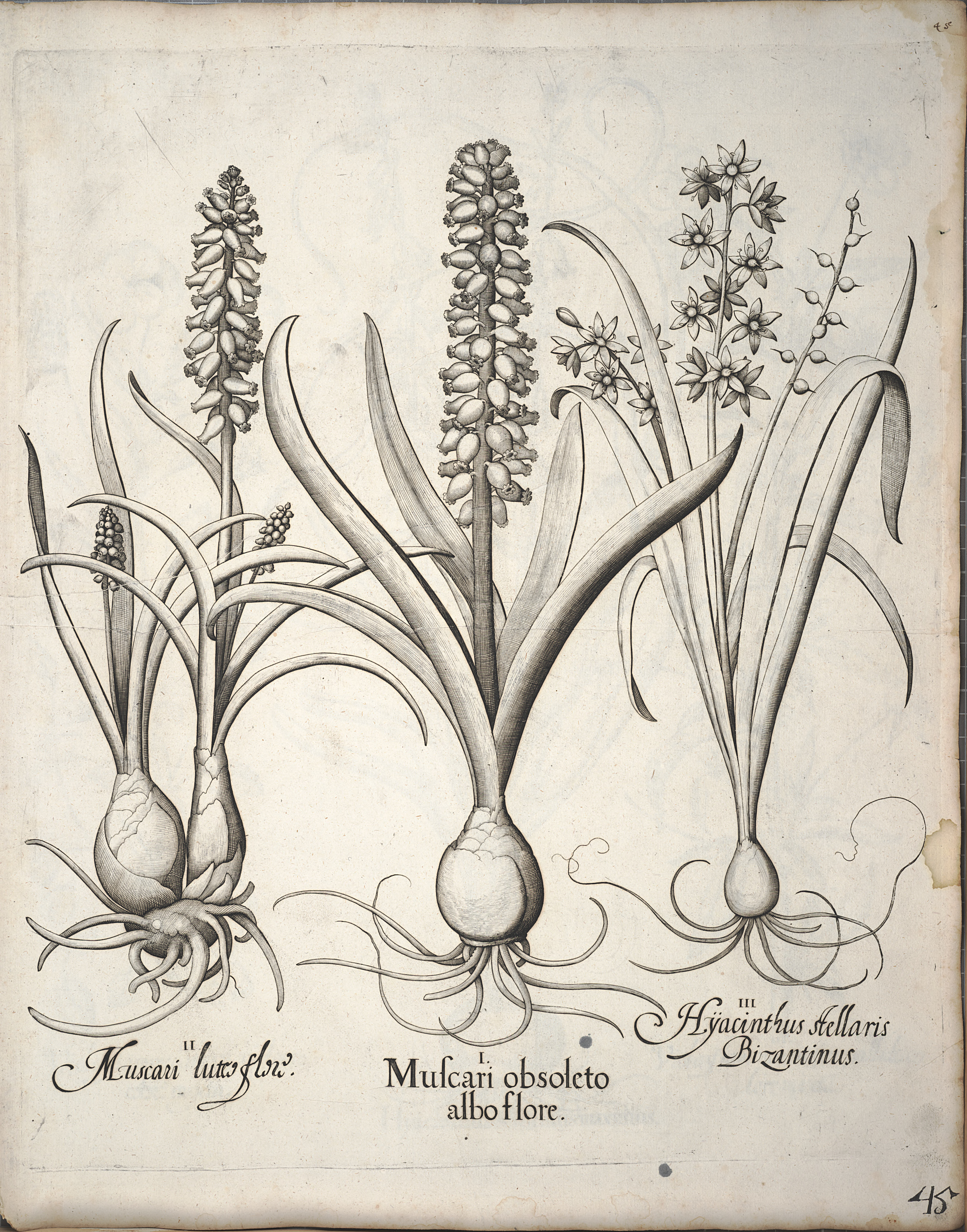
Traubenhyazinthen (Hortus Eystettensis, 1640)
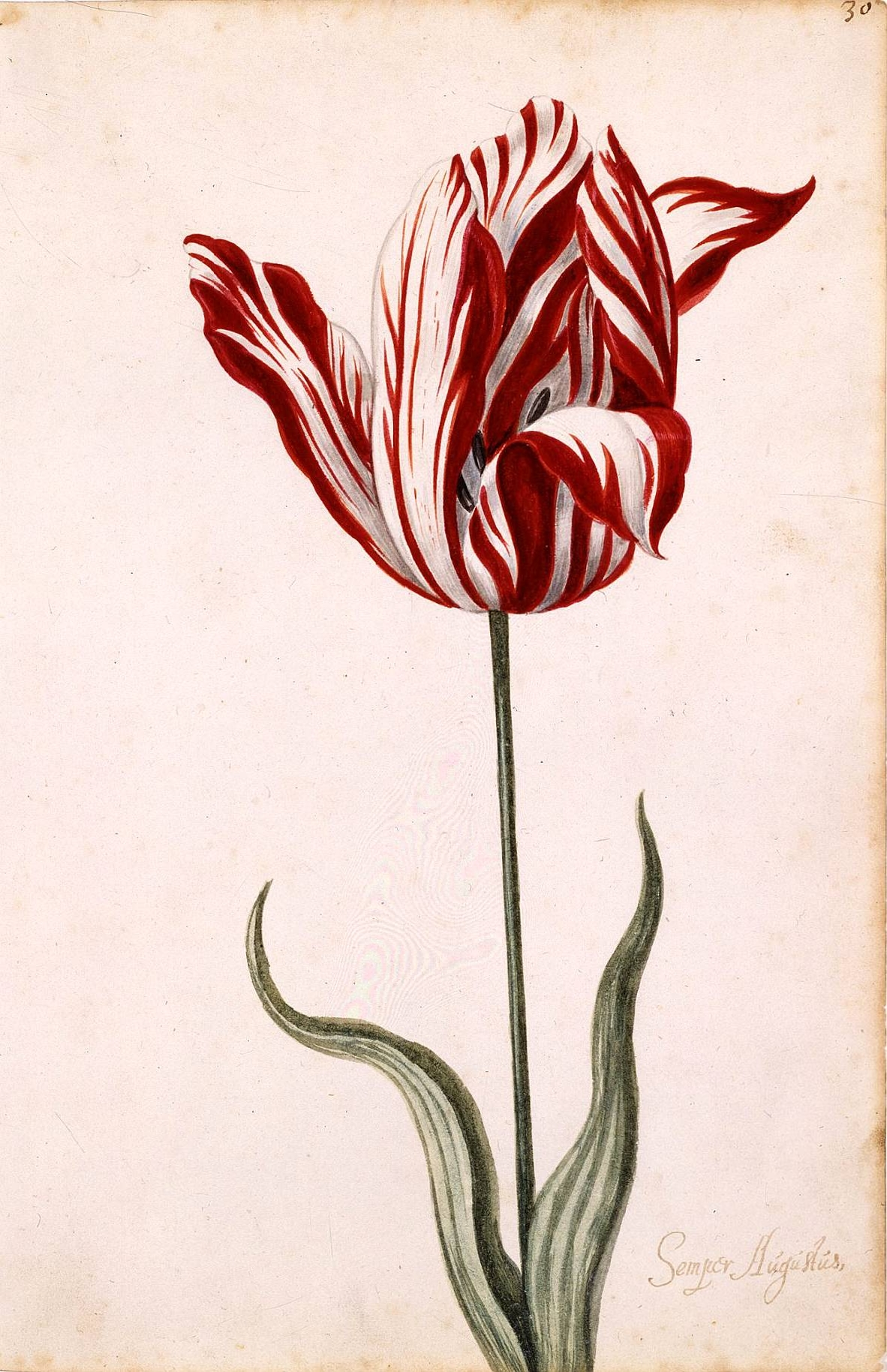
Tulpe Semper Augustus (17. Jahrhundert)
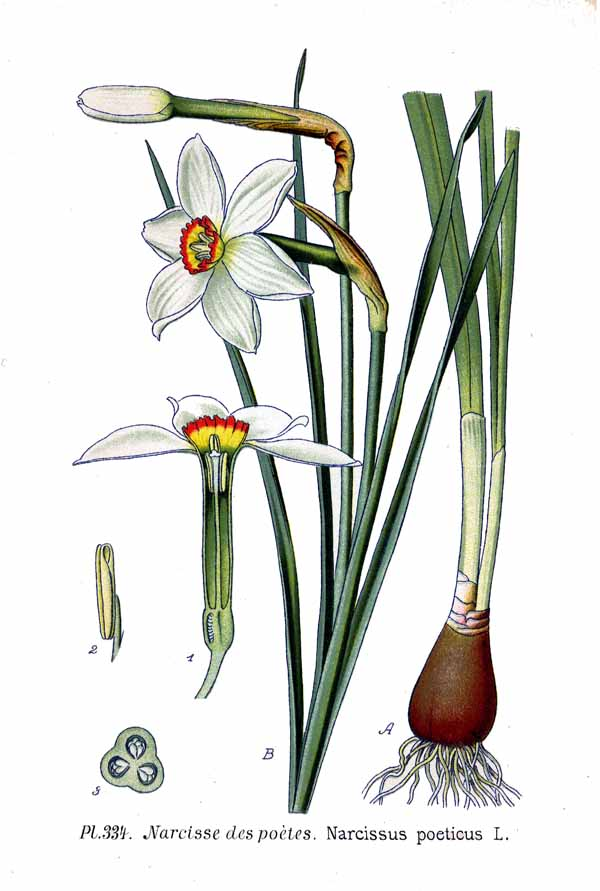
Narcissus poeticus (Atlas des plantes de France, 1891)